# Théorème de Mahler
Le théorème de Mahler offre un analogue du développement en série de Taylor pour les fonctions continues à valeurs p-adiques et dont la variable prend des valeurs p-adiques. Le théorème a été démontré par Kurt Mahler.
En combinatoire, le symbole de Pochhammer représente la factorielle indexée :
{\displaystyle (x)_{k}=x(x-1)(x-2)\cdots (x-k+1)\,}.
On note {\displaystyle \Delta } l'opérateur de différence défini par
{\displaystyle (\Delta f)(x)=f(x+1)-f(x)\,}.
Alors nous avons
{\displaystyle \Delta (x)_{n}=n(x)_{n-1}\,}
c’est-à-dire que le lien de parenté entre l'opérateur {\displaystyle \Delta } et cette suite de polynômes est analogue au lien entre la différentiation réelle et la suite dont le n-ième terme est {\displaystyle x^{n}}.
Énoncé — Si {\displaystyle f} est une fonction continue à valeurs p-adiques et dont la variable prend des valeurs p-adiques, alors
{\displaystyle f(x)=\sum _{k=0}^{\infty }{\frac {(\Delta ^{k}f)(0)}{k!}}(x)_{k}\,}.
Contrairement au cas des séries à valeurs complexes où les conditions sont très contraignantes (cf. théorème de Carlson), on a seulement besoin de la continuité.
Si {\displaystyle f} est un polynôme à coefficients dans n'importe quel corps commutatif de caractéristique nulle, l'identité reste valable.